# Cecchina
Cecchina is een plaats (frazione) in de Italiaanse gemeente Albano Laziale.

## Voetnoten
1. ↑  Dati dell'"Istituto sostentamento per il clero", da .